# Route nationale 6 (Madagaskar)

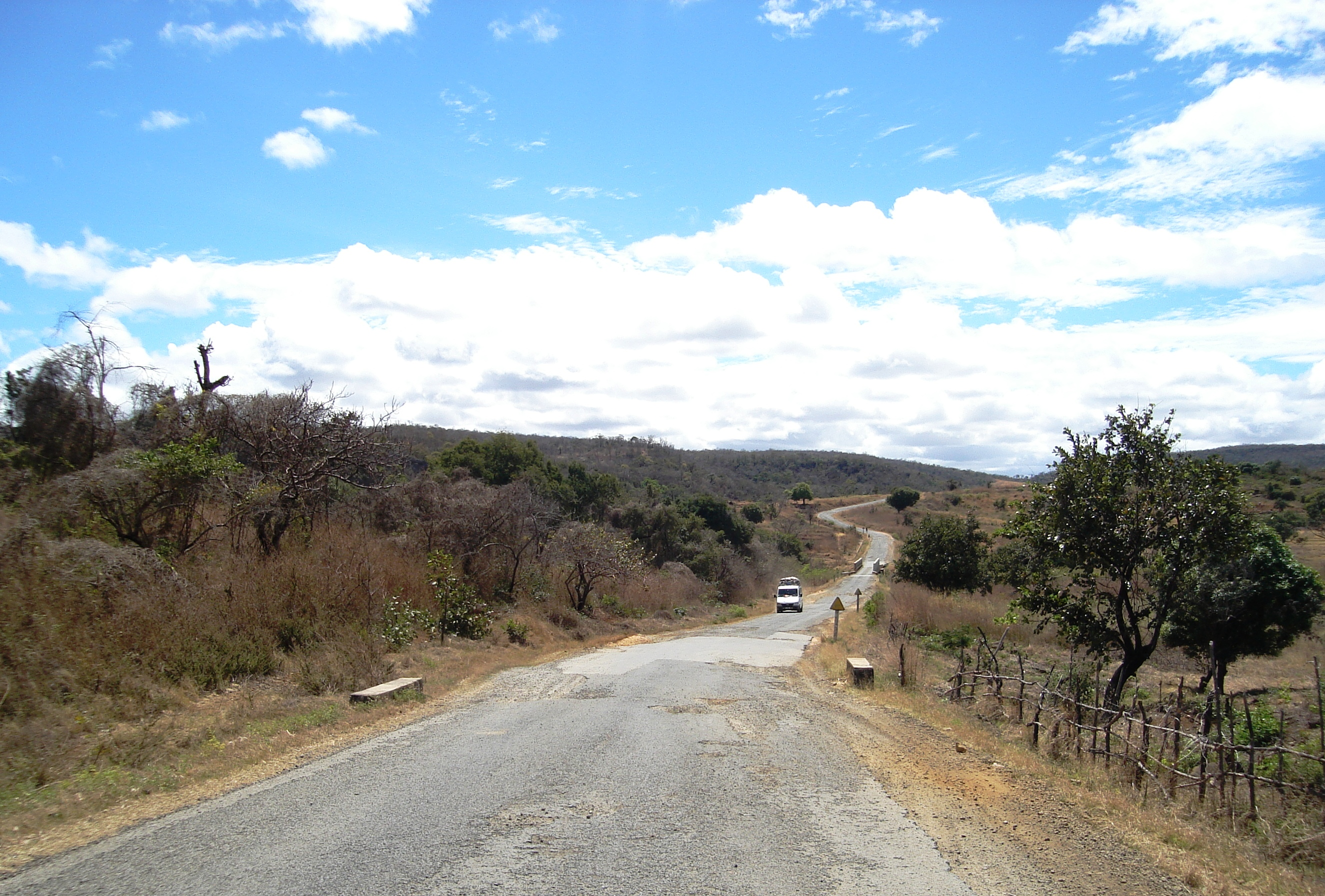
Die RN 6 im Jahr 2014

Die Route nationale 6 (RN 6) ist eine 706 km lange, durchgehend asphaltierte Nationalstraße in Madagaskar. Sie zweigt in Ambondromamy von der Route nationale 4 ab und führt über Antsohihy, Ambanja und Ambilobe nach Antsiranana an der Nordspitze Madagaskars.
Der südliche Teil zwischen Ambondromamy und Antsohihy war schon in den 1970er Jahren asphaltiert, die Asphaltdecke war allerdings infolge fehlender Reparaturen schon Ende der 1990er Jahre völlig zerstört. Dieser Abschnitt wurde von 2004 bis 2007 aus Entwicklungshilfemitteln der Europäischen Union erneuert. Der Abschnitt zwischen Antsohihy und Ambanja (185 km) war bis 2005 unbefestigt und in der Regenzeit nahezu unpassierbar. Der Ausbau erfolgte 2005 bis 2006. Der Nordabschnitt von Ambanja bis Antsiranana wurde zuletzt Anfang der 1990er Jahre erneuert und ist derzeit in sehr schlechtem Zustand. Eine Reparatur ist geplant.